# Pacific Overtures
Pacific Overtures è un musical del 1975 con musiche di Stephen Sondheim e libretto di John Weidman. Il musical, il cui titolo è tratto da una lettera dell'ammiraglio Matthew Perry, racconta dell'occidentalizzazione del Giappone avvenuta dal 1853 dal punto di vista degli abitanti del Paese del Sol Levante. Pacific Overtures presenta alcune delle caratteristiche del teatro giapponese (Kabuki e Bunraku) e la gran parte dei ruoli femminile è generalmente ricoperta da uomini (sempre secondo i dettami della tradizione teatrale giapponese). La colonna sonora è considerata il lavoro più ambizioso di Sondheim, ed il più sofisticato. La produzione originale fu candidata a dieci Tony Award, tra cui miglior musical, e ne vinse due. A causa della difficoltà della partitura e del casting (tutti i ruoli infatti devono essere interpretati da attori giapponesi) non rendono frequenti le messe in scena del musical, che viene solo occasionalmente riproposto sulle scene newyorchesi e londinesi.

## Trama

### Atto I
Giappone, luglio 1853. Il narratore racconta che dopo aver scacciato gli ultimi stranieri, il Giappone vive isolato e in pace, coltivando riso, scambiandosi inchini ed osservando il passato delle stagioni (The Advantages of Floating in the Middle of the Sea). Ma la tranquillità non è destinata a durare, dato che il presidente Millard Fillmore vuole aprire il Giappone agli scambi con l'Occidente ed ha inviato una flotta guidata dall'ammiraglio Perry perché ciò accada.
Lord Abe e gli altri consiglieri dello Shōgun sono sorpresi dalla visita di Nakahama Manjirō, un pescatore scomparso in mare e salvato dagli americani, che è venuto a riportare la presenza di navi da guerra nelle acque nazionali, ma il pescatore viene fatto arrestare con l'accusa di aver congiurato con gli stranieri. Un samurai, Kayama, viene ordinato Prefetto della polizia di Uraga con il compito di scacciare gli invasori, un incarico che preoccupa la moglie dell'uomo, Tamate, visto che sa che il compito del marito è destinato a fallire, portando quindi vergogna e disonore alla famiglia. Tamate esprime la sua angoscia con una danza, interpretata per il pubblico da due osservatori (There Is No Other Way). Un pescatore, un ladro ed altri cittadini riportano l'avvistamento di quattro draghi neri dal mare (Four Black Dragons), mentre una stravagante rappresentazione orientale della USS Powhatan sbarca al porto. Kayama prova a comunicare con gli americani, che lo respingono dato il suo basso livello sociale. Allora il samurai recluta Manjirō, lo traveste da aristocratico e lo manda a colloquio da Perry. Perry impone ultimato: se non incontrerà lo Shogun entro sei giorni assedierà la città. Sotto pressione, lo Shogun rifiuta di dare risposta e si ritira a letto; frustrata, la madre lo avvelena con del te al crisantemo (Chrysanthemum Tea).
Dopo la morte dello Shogun, Kayama progetta un sistema di passerelle che permetterà loro di parlamentare con gli americani senza che questi mettano piede sul sacro territorio del Giappone. Kayama e Minjiro tornano ad Uraga e consolidano la loro amicizia raccontandosi poesie (Poems), ma arrivano troppo tardi: anche se il samurai ha salvato il Paese, Tamate ha già commesso seppuku. Gli eventi sono degenerati velocemente e, nei bordelli, le tenutarie istruiscono le prostitute su come intrattenere gli americani (Welcome to Kanagawa).
Perry sbarca in Giappone e mostra la sua benevolenza regalando ai dignitari due sacchi di patate irlandesi e una copia di Geologia del Minnesota. Il pubblico non assiste alle negoziazione tra Giappone e USA, che però vengono narrate da tre personaggi: un soldato che poteva sentire tutto ma che non vide niente da dovere era nascosto, un ragazzo che riuscì a vedere tutto da un albero ma non udì nulla e lo stesso ragazzo da vecchio, che ricorda l'episodio (Someone In a Tree). Inizialmente sembra che il Giappone abbia la meglio e gli Stati Uniti si ritirano in pace. Ma poi spunta in scena una grottesca figura travestita da Perry, che danza una tradizionale danza kapuki, che lentamente si trasforma nel cakewalk, una danza americana (Lion Dance).

### Atto II
L'imperatore bambino (rappresentato come un burattino a cui i consiglieri danno vita) reagisce con piacere alla notizia della partenza degli americani e promuove Lord Abe al grado di Shogun, Kayama a Governatore di Uraga e Manjiro a Samurai. La crisi sembra essere stata scongiurata, ma con grande sorpresa di Abe, gli americani tornano con una richiesta formale di iniziare un commercio con loro. Accompagnati da una marcia di John Philip Sousa, ammiragli francesi, russi, olandesi, britannici e americani cominciano a chiedere scambi commerciali (Please Hello), cosa che spaventa i Lord del Sud. Gli aristocratici meridionali inviato al loro imperatore una storia che racconta di un regnante che si sbarazza del suo debole Shogun.
Sono passati quindici anni e Kayama e Manjiro si stanno vestendo per la cerimonia del tè; il secondo si veste alla giapponese, mentre il primo mostra con orgoglio il suo orologio da taschino, la sua giacca a coda di rondine e, soprattutto, la sua bombetta all'occidentale (A Bowler Hat). Le conseguenze dell'occidentalizzazione non sono tutte così positive: tre marinai inglesi scambiano la figlia di un samurai per una geisha, provano e pagarla e la minacciano di stupro se rifiuta (Pretty Lady). La ragazza chiama aiuto e il padre la salva uccidendo uno degli aggressori. Kayama va a riportare la notizia allo shogun, ma è troppo tardi: Abe viene ucciso a tradimento da assassini mascheri e uno dei sicari uccide lo stesso Kayama, prima di mostrare la propria identità e rivelare di essere proprio il suo amico Majiro.
Seguono tumulti e la decisione finale dell'Imperatore di aprirsi all'occidente. Gli anni passano velocemente e il Giappone diventa sotto gli occhi del pubblico quello che è oggi, un Paese trafficato, inquinato e tecnologicamente all'avanguardia (Next). Spogliatosi delle vesti imperiale, il Narratore mostra i suoi jeans e la sua t-shirt, prima di rivolgersi direttamente al pubblico: "C'è stato un tempo in cui gli stranieri non erano benvenuti in Giappone. Ma questo è stato molto tempo fa... Benvenuti in Giappone!"

## Brani musicali
Primo atto
- Prologue — Orchestra
- The Advantages of Floating in the Middle of the Sea — Reciter e compagnia
- There Is No Other Way — Tamate, Observers
- Four Black Dragons — Fisherman, Thief, Reciter, Townspeople
- Chrysanthemum Tea — Shogun, Shogun's Mother, Shogun's Wife, Soothsayer, Priests, Shogun's Companion, Physician, Sumo Wrestlers
- Poems — Kayama, Manjiro
- Welcome to Kanagawa — Madam and Girls
- March to the Treaty House — Orchestra
- Someone in a Tree — Old Man, Reciter, Boy, Warrior
- Lion Dance — Commodore Perry

Secondo atto
- Please Hello — Abe, Reciter, American, British, Dutch, Russian and French Admirals)
- A Bowler Hat — Kayama
- Pretty Lady — Three British Sailors
- Next — Reciter and Company

## Produzioni principali
Il musical, aperto al Winter Garden Theatre di Broadway l'11 gennaio 1976, rimase in scena per 193 repliche e vinse due dei dieci Tony Awards a cui fu nominato. Facevano parte del cast Soon-Tek Oh, Mako, Gedde Watanabe, Yuki Shimoda, Mark Hsu Syers, Freda Foh Shen, Larry Hama, Isao Sato, Alvin Ing, Sab Shimono e Patrick Kinser-Lau; la regia era di Harold Prince.
Una produzione andò in scena al Promenade Theatre nell'Off Broadway per 109 repliche dal 1984, con Kevin Gray nel cast. Nel 1986 il musical ebbe la prima europea al Wythenshawe Forum di Manchester e la stessa produzione andò in scena a Leicester nel 1993. Nel 1987 la English National Opera produsse il musical al London Coliseum.
Nel 2001 Gary Griffin diresse il musical al Chicago Shakespeare Theater, prima che la produzione approdasse alla Donmar Warehouse di Londra nel 2003.
Nel 2002 il Shin Kokuritsu Gekijō di Tokyo presentò due versioni in giapponese sovrattitolate in inglese: la prima andò in scena a luglio al Lincoln Center di New York, la seconda a settembre al Kennedy Center di Washington.
Nel 2007 il primo revival di Broadway del musical andò in scena allo Studio 54, con la regia di Amon Miyamoto e le orchestrazioni di Jonathan Tunick. BD Wong interpretava il Narratore e alcuni membri del cast originale del 1976 tornarono a recitare nel musical.
La Classic Stage Company ha riproposto il musical dell'Off Broadway nel 2017, con un libretto accorciato e revisionato da Weidman e nuove orchestrazioni di Tunick. Questa nuova versione, di soli 90 minuti e senza le canzoni "Chrysanthemum Tea", "March To the Treaty House" e "Lion Dance", rimase in scena dal 6 aprile al 18 giugno 2017, con George Takei nel ruolo del protagonista.